# آکسالتا
آکسالتا (انگلیسی: Axalta) شرکت تولید صنعتی آمریکایی است، که در سال ۱۸۶۶ تأسیس شد.